# Leucostegia
Leucostegia är ett släkte av ormbunkar. Leucostegia ingår i familjen Hypodematiaceae.
Kladogram enligt Catalogue of Life:
| Leucostegia | \| \| Leucostegia pallida \| \| \| \| \| \| Leucostegia truncata \| \| \| \| |
|             | \| \| Leucostegia pallida \| \| \| \| \| \| Leucostegia truncata \| \| \| \| |
|             | Didymochlaena                                                                |
|             |                                                                              |
|             | Hypodematium                                                                 |
|             |                                                                              |
|             | Leucostegia pallida                                                          |
|             |                                                                              |
|             | Leucostegia truncata                                                         |
|             |                                                                              |

|  | Leucostegia pallida  |
|  |                      |
|  | Leucostegia truncata |
|  |                      |